# Polina Gagárina
Polina Serguéyevna Gagárina (en ruso: Полина Сергеевна Гагарина; Moscú, 27 de marzo de 1987) es una cantante, compositora, actriz y modelo rusa que representó a Rusia en el Festival de la Canción de Eurovisión de 2015 con la canción "A Million Voices", quedando en segunda posición.

## Vida personal
Gagárina nació en Moscú, en lo que era la antigua Unión Soviética, pero pasó la mayor parte de su juventud en Grecia. Su madre era bailarina de ballet. El padre de Polina falleció en 1993, por lo que su madre decidió retornar a Rusia, pero años más tarde retornarían a Atenas. Para completar su educación, Gagárina volvió a Rusia y se estableció en Sarátov con su abuela.
El 25 de agosto de 2007, se casó con el actor ruso Piotr Kislov, con el cual tuvo un hijo, Andréi, que nació el 14 de octubre de 2007. Se divorciaron el 31 de marzo de 2010. El 9 de septiembre de 2014 se casó con el fotógrafo Dmitri Isjákov. En abril de 2017, Polina dio a luz a su segundo hijo, una niña llamada Mia.

## Discografía

### Álbumes de estudio
| Título                                   | Notas                                                                                          |
| ---------------------------------------- | ---------------------------------------------------------------------------------------------- |
| Попроси у облаков (Pregunta a las nubes) | - Lanzamiento: 2007 - Discográfica: ARS Records - Formato: CD, descarga digital                |
| О себе (Sobre mí)                        | - Lanzamiento: 11 de marzo de 2010 - Discográfica: ARS Records - Formato: CD, descarga digital |

Я Не Буду (2015)
lanzamiento 2015 
discográfica :
formato: CD, descarga digital

### Sencillos
| 2005                                                                           | "Колыбельная" ("Lullaby")                                | — | —   | —  | —  | —  | —  | —  | —  | —  | —  | —   | Попроси у облаков       |
| 2006                                                                           | "Я твоя" ("I'm Yours")                                   | — | —   | —  | —  | —  | —  | —  | —  | —  | —  | —   | Попроси у облаков       |
| 2007                                                                           | "Я тебя не прощу никогда" ("I'll Never Forgive")         | — | —   | —  | —  | —  | —  | —  | —  | —  | —  | —   | Попроси у облаков       |
| 2007                                                                           | "Любовь под солнцем" ("Love in the Sun")                 | — | 17  | —  | —  | —  | —  | —  | —  | —  | —  | —   | О себе                  |
| 2008                                                                           | "Где-то живёт любовь" ("Somewhere Love Lives")           | — | —   | —  | —  | —  | —  | —  | —  | —  | —  | —   | О себе                  |
| 2008                                                                           | "Кому, зачем?" ("Who, What?") (duet with Irina Dubtsova) | — | —   | —  | —  | —  | —  | —  | —  | —  | —  | —   | О себе                  |
| 2009                                                                           | "Пропади всё" ("To Hell with Everything")                | — | —   | —  | —  | —  | —  | —  | —  | —  | —  | —   | О себе                  |
| 2010                                                                           | "Я обещаю" ("I Promise")                                 | — | —   | —  | —  | —  | —  | —  | —  | —  | —  | —   | Осколки                 |
| 2011                                                                           | "Осколки" ("Fragments")                                  | — | —   | —  | —  | —  | —  | —  | —  | —  | —  | —   | Осколки                 |
| 2012                                                                           | "Спектакль окончен" ("The Play is Over")                 | 3 | 10  | —  | —  | —  | —  | —  | —  | —  | —  | 3   | Осколки                 |
| 2012                                                                           | "Нет" ("No")                                             | 2 | 3   | —  | —  | —  | —  | —  | —  | —  | —  | 1   | Осколки                 |
| 2013                                                                           | "Навек" ("Forever")                                      | 5 | 26  | —  | —  | —  | —  | —  | —  | —  | —  | 23  | Осколки                 |
| 2014                                                                           | "Шагай" ("Stride")                                       | — | 15  | —  | —  | —  | —  | —  | —  | —  | —  | 15  | Осколки                 |
| 2015                                                                           | "A Million Voices"                                       | 1 | 152 | 22 | 38 | 46 | 86 | 99 | 48 | 39 | 97 | 152 | —                       |
| 2015                                                                           | "Кукушка" ("Cuckoo")                                     | 2 | —   | —  | —  | —  | —  | —  | —  | —  | —  | —   | Bitva za Sevastopol OST |
| "—" denotes a single that did not chart or was not released in that territory. |                                                          |   |     |    |    |    |    |    |    |    |    |     |                         |

## Vídeos musicales
| Año  | Canción                                               | Director          |
| ---- | ----------------------------------------------------- | ----------------- |
| 2005 | Колыбельная ("Lullaby")                               | Vlad Opeliants    |
| 2006 | Я твоя ("I'm Yours")                                  | Gueorgui Toidze   |
| 2006 | Morning                                               | Irina Mironova    |
| 2007 | Я тебя не прощу никогда ("I'll Never Forgive")        | Semión Gorov      |
| 2009 | Кому? Зачем? ("Who? Why?") (duet with Irina Dubtsova) | Alekséi Golúbev   |
| 2011 | Осколки ("Fragments")                                 | Natalia Merkulova |
| 2012 | Спектакль окончен ("The Play is Over")                | Serguéi Solodski  |
| 2012 | Нет ("No")                                            | Alan Badóyev      |
| 2013 | Навек ("Forever")                                     | Alan Badóyev      |
| 2014 | Immortal Feeling (from ballet "The Great Gatsby")     | Alan Badóyev      |
| 2014 | Шагай ("Stride")                                      | Serguéi Solodski  |
| 2015 | A Million Voices                                      | Alekséi Badóyev   |
| 2015 | Больше снов                                           |                   |
| 2015 | Любовь тебя найдёт                                    | Alekséi Golúbev   |
| 2018 | Команда 2018 (From FIFA World Cup Russia 2018)        |                   |

## Filmografía
| Año  | Título                          | Personaje                |
| ---- | ------------------------------- | ------------------------ |
| 2007 | Dochki-máteri                   | BSO                      |
| 2012 | Katina liubov                   | BSO                      |
| 2012 | Hotel Transylvania              | Mavis (dobladora)        |
| 2013 | Sasha Bely                      | Ella misma               |
| 2014 | Legends of Oz: Dorothy's Return | Dorothy Gale (dobladora) |
| 2015 | Odnói levói                     | Sofi                     |
| 2015 | Bitva za Sevastopol             | BSO (Kukushka)           |